# Leonard Nolens

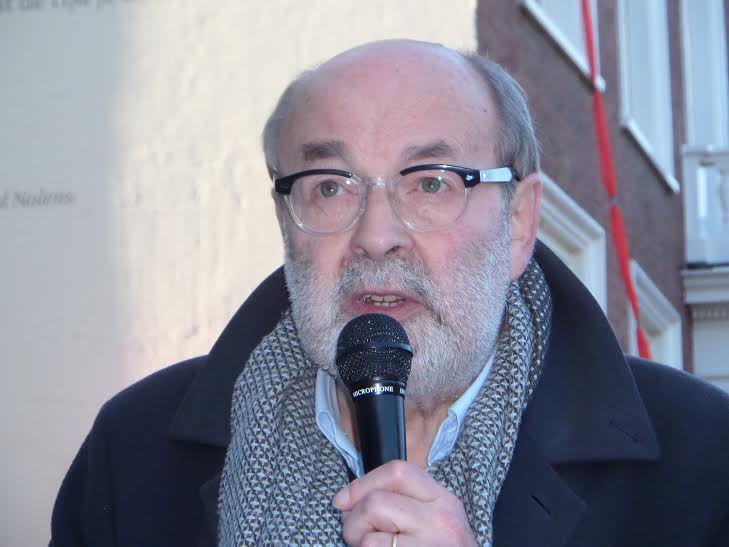
Leonard Nolens, 2015

Leonard Helena Sylvain Nolens (* 11. April 1947 in Bree) ist ein belgischer Dichter, Tagebuchschreiber und Übersetzer.

## Leben
Nolens wuchs in einem bürgerlichen Elternhaus auf.
Nach dem Besuch der weiterführenden Schule studierte er am Höheren Institut für Übersetzer und Dolmetscher in Antwerpen. Im Jahr 1968 zog Nolens nach Antwerpen, wo er als freier Übersetzer anfangen konnte. Neben seiner Tätigkeit als Übersetzer war er von 1969 bis 1973 Herausgeber der Zeitschrift Experimental Labris. Nolens debütierte 1969 mit dem Gedichtband Orpheushanden, in dem er barocke, experimentell klingende Gedichte veröffentlichte. Nolens publizierte auch in Zeitschriften wie Nieuw Vlaams Tijdschrift, De Revisor, Nieuw Wereldtijdschrift, Het Moment und Tirade.
Nolens hat sich zu einem der wichtigsten flämischen Dichter entwickelt. Regelmäßig wird er (neben Cees Nooteboom) von flämisch-niederländischer Seite als Kandidat für den Literatur-Nobelpreis vorgeschlagen.
Nolens ist Romantiker, schreibt oft über die Liebe und über die Art und Weise, wie man der eigenen Identität entkommen kann. Er publizierte auch einige Erzählungen und Tagebücher, jedoch steht sein dichterisches Werk an zentraler Stelle.
Seine Biografie sieht er am liebsten beschrieben lediglich mit seinem Namen und seinen Werken.
Er arbeitet und wohnt in Antwerpen. Auch sein jüngster Sohn, David Nolens (* 1973), ist Schriftsteller.

## Bibliografie

### Gedichte
- 1969 – Orpheushanden
- 1973 – De muzeale minnaar
- 1975 – Twee vormen van zwijgen
- 1977 – Incantatie
- 1979 – Alle tijd van de wereld
- 1981 – Hommage
- 1983 – Vertigo
- 1986 – De gedroomde figuur
- 1988 – Geboortebewijs
- 1990 – Liefdes verklaringen
- 1991 – Hart tegen hart
- 1992 – Tweedracht
- 1994 – Honing en as
- 1996 – En verdwijn met mate
- 1997 – De liefdesgedichten
- 1999 – Voorbijganger
- 2001 – Manieren van leven
- 2003 – Derwisj

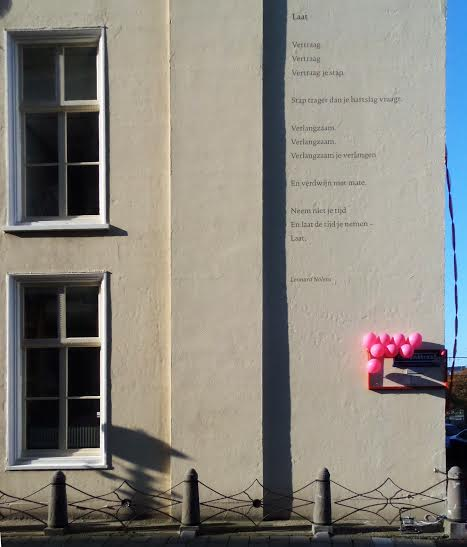
Gedicht Laat an einer Mauer in Den Haag

- 2004 – Bres (mit Radierungen von Dan Van Severen)
- 2004 – Laat alle deuren op een kier (Gesammelte Gedichte)
- 2005 – Een dichter in Antwerpen
- 2007 – Een fractie van een kus
- 2007 – Bres
- 2008 – Woestijnkunde
- 2011 – Zeg aan de kinderen dat wij niet deugen
- 2012 – Manieren van leven (Gesammelte Gedichte 1975–2011)
- 2014 – Opzichtige stilte

### Übersetzungen
- 1977 – Bernard Gorsky. De wereld van de koralen. (Ursprünglicher Titel: Univers corallien)
- 1985 – Franz Hellens: Kind tussen twee muren. (Ursprünglicher Titel: Contes et nouvelles ou Les souvenirs de Frédéric)
- 1987 – André Gide. Reis naar Congo. (Ursprünglicher Titel: Voyage au Congo, 1927)
- 1989 – Franco Ferrucci. De schepping: autobiografie van God. (Ursprünglicher Titel: Il mondo creato, 1986)
- 1992 – Thomas Mann. Mijn getijdenboek: 165 houtsneden van Frans Masereel Brussel, Verlag Harenberg
- 1995 – Peter Handke. De kunst van het vragen of De reis naar het welluidende land. (Ursprünglicher Titel: Das Spiel vom Fragen oder Die Reise zum sonoren Land)
- 1996 – Albert Camus. Caligula
- 2000 – Jean Améry. Schuld en boete voorbij. verwerking van een onverwerkt verleden. (Ursprünglicher Titel: Jenseits von Schuld und Sühne. Bewältigungsversuche eines Überwältigten, 1966)

### Tagebücher
- 1989 – Stukken van mensen
- 1993 – Blijvend vertrek
- 1995 – De vrek van Missenburg
- 1998 – Een lastig portret
- 2009 – Dagboek van een dichter 1979-2007 (Gesammelte Tagebücher)

## Auszeichnungen
- 1974 – Preis für das beste literarische Debüt für De muzeale minnaar
- 1976 – Arkprijs van het Vrije Woord für Twee vormen van zwijgen
- 1976 – Poëzieprijs van de provincie Antwerpen für Twee vormen van zwijgen
- 1980 – Hugues C. Pernathprijs für Alle tijd van de wereld
- 1980 – Poëzieprijs van de provincie Limburg für Alle tijd van de wereld
- 1984 – Poëzieprijs van De Vlaamse Gids für Vertigo
- 1991 – Jan Campertprijs für Liefdesverklaringen
- 1997 – Constantijn Huygensprijs für sein gesamtes Œuvre
- 2002 – Gedichtendagprijzen für 'Hostie' uit de bundel Manieren van leven
- 2007 – Karel van de Woestijneprijs für Poesie von der Gemeinde Sint-Martens-Latem
- 2008 – VSB Poëzieprijs voor Bres[4]
- 2012 – Prijs der Nederlandse Letteren[5]